# Eupithecia mediopunctata
Eupithecia mediopunctata là một loài bướm đêm trong họ Geometridae.